# Tasmantrix nigrocornis
Tasmantrix nigrocornis là một loài bướm đêm thuộc họ Micropterigidae. Nó được tìm thấy ở miền đông Úc, in coastal rainforests of miền nam New South Wales from Mount Keira to Mount Dromedary.
Chiều dài cánh trước khoảng 3.4 mm đối với con đực. 